# Gestamp Automocion
Gestamp  — международная компания с испанскими корнями, которая с 1997 года занимается разработкой, проектированием и производством автомобильных компонентов из металла.
У Гестамп более 100 заводов в 23 странах мира, 13 центров НИОКР и более 43 000 сотрудников.

## Продукция Гестамп в мире
- Внешние и внутренние компоненты кузова;
- Механизмы;
- Шасси.

## Технологии Гестамп в мире
- Холодная штамповка;
- Горячая штамповка;
- Штамповка высокопрочных сталей;
- Автоматическая и полуавтоматическая сварка;
- Дистанционная лазерная сварка;
- Изготовление оснастки;
- Литье под давлением;
- Технологии сборки;
- Гидроформование;
- Механическая обработка;
- Профилирование.

### В России
Россия занимает ключевое место в стратегическом плане Gestamp. Компания стремится занять лидирующую позицию в регионе. На первом этапе реализации данной стратегии продуктовую линейку Компании составляют сборные двери, крыши, крылья и основания кузовов, производимые во Всеволожске (Ленинградская область) с использованием крупногабаритных штамповочных прессов, контрпрессов и сварочных аппаратов. В 2009 году петербургский завод Gestamp (ООО «ГЕСТАМП СЕВЕРСТАЛЬ ВСЕВОЛОЖСК») начал изготовление автомобильных компонентов для Ford Focus, а в июне 2010 запустил производство платформы GM Delta.
В апреле 2009 года во Всеволожске (Ленинградская обл., РФ) пущен в эксплуатацию новый завод «ГЕСТАМП СЕВЕРСТАЛЬ ВСЕВОЛОЖСК» по производству автокомпонентов «Gestamp» стоимостью более 65 млн евро. Общий объем будущих вложений оценивается в 208 млн евро.
В капитале совместного предприятия участвуют «Gestamp Automocion» (67,5 %, Испания), ОАО «Северсталь» (22,5 %, РФ) и «Stadco Ltd». (10 %, Великобритания). Для строительства этого завода автокомпонентов «Gestamp Automocion» создала совместное предприятие с британской «Stadco Ltd» и российской ОАО «Северсталь». Производственная мощность первой очереди завода составила до 100 тыс. комплектов кузовных деталей (2 млн деталей и сборных компонентов) в год.
В 2010 году компания открыла завод в Калужской области. Еще в 2007 году дирекция автосборочного предприятия «Volkswagen Group Rus» (Калуга) выбрала поставщиком металлической штамповки для своего завода компанию «Gestamp» (Испания).
15 июня 2011 года «Gestamp Automocion» заявила о планах создать штамповочное производство для альянса «Renault-Nissan» в городе Тольятти который является соакционером ОАО АвтоВАЗ. Такие планы изложил коммерческий директор ООО «Гестамп-Северсталь-Калуга» Рауль Мартинес.
Производство в Тольятти размещено на территории «Индустриального парка», бывшего «Завода автомобильных компонентов» по адресу: Тольятти, ул. Северная, 20.